# Hedjetnebu
Hedjetnebu war eine Prinzessin der altägyptischen 5. Dynastie und eine Tochter von Pharao Djedkare.

## Herkunft und Familie
Hedjetnebu war eine Tochter von Pharao Djedkare Isesi, dem achten und vorletzten Herrscher der 5. Dynastie. Ob ihre Mutter Djedkares königliche Gemahlin Setibhor oder eine andere Frau war, ist unbekannt. Fünf Geschwister oder Halbgeschwister Hedjetnebus sind bekannt: Ihre Brüder Isesianch und Neserkauhor sowie ihre Schwestern Chekeretnebti, Mereretisesi und Nebtiemneferes.

## Titel
Der einzige bekannte Titel Hedjetnebus ist der einer leiblichen Königstochter.

## Grabstätte
Hedjetnebu wurde in der Mastaba K auf dem Familienfriedhof von Djedkare in Abusir beigesetzt. Diese besitzt etwas nördlich der Mitte einen Grabschacht, der zur zentral gelegenen Sarkophagkammer führt. Die Grabkapelle besteht aus einem Vestibül, von dem nördlich ein Magazinraum und südlich ein Opferraum abgeht. An der Südseite des Opferraums befindet sich ein Serdab. Im Opferraum wurden Fragmente einer Scheintür und im Serdab eine Holzstatue Hedjetnebus entdeckt.
Am Boden des Grabschachts wurden noch Reste von Hedjetnebus Mumie gefunden. Eine anthropologische Untersuchung ergab ein Sterbealter von 18 oder 19 Jahren.